# Lega Nazionale A 1962-1963 (hockey su ghiaccio)
La stagione 1962-1963 del campionato svizzero di hockey su ghiaccio ha visto campione l'HC Villars.

## Classifica Finale
|    | Classifica      | G  | V  | N | P  | GF | GS  | Dif  | Pt |
| -- | --------------- | -- | -- | - | -- | -- | --- | ---- | -- |
| 1  | Villars         | 18 | 14 | 1 | 3  | 75 | 29  | +46  | 29 |
| 2  | Visp            | 18 | 12 | 2 | 4  | 73 | 44  | +29  | 26 |
| 3  | Berna           | 18 | 11 | 3 | 4  | 91 | 44  | +47  | 25 |
| 4  | Young Sprinters | 18 | 11 | 2 | 5  | 88 | 51  | +37  | 24 |
| 5  | Davos           | 18 | 11 | 0 | 7  | 60 | 50  | +10  | 22 |
| 6  | ZSC Lions       | 18 | 9  | 0 | 9  | 87 | 72  | +15  | 18 |
| 7  | Kloten Flyers   | 18 | 7  | 0 | 11 | 74 | 83  | -9   | 14 |
| 8  | Ambrì-Piotta    | 18 | 6  | 1 | 11 | 56 | 74  | -18  | 13 |
| 9  | Langnau Tigers  | 18 | 4  | 1 | 13 | 47 | 87  | -40  | 9  |
| 10 | Basilea Sharks  | 18 | 0  | 0 | 18 | 32 | 149 | -117 | 0  |

LEGENDA:

G=Giocate, V=Vinte, N=Pareggiate, P=Perse, GF=Gol Fatti, GS=Gol Subiti, Dif=Differenza Reti, Pt=Punti

## Spareggio (LNA-LNB)
I GCK Lions sconfiggono l'EHC Basel 7-0 e 5-2 e vengono promossi in prima divisione.

## Classifica Marcatori
|    | Nome            | Squadra            | Gol | Assist | Punti |
| -- | --------------- | ------------------ | --- | ------ | ----- |
| 1. | Peter Stammbach | SC Bern            | 21  | 18     | 39    |
| 2. | Rolf Diethelm   | SC Bern            | 21  | 17     | 38    |
| 3. | Orville Martini | Young Sprinters HC | 23  | 13     | 36    |
| 4. | Peter Lüthi     | Kloten Flyers      | 17  | 19     | 36    |